# Carolus Antonius Leenhoff
Carolus Antonius Leenhoff (Rotterdam, 27 april 1807 – Zaltbommel, 14 april 1878) was een Nederlands organist en beiaardier.
Zijn muziekopleiding verkreeg hij van zijn vader musicus Abraham/Joseph Leenhoff. Hij werd organist en klokkenist bij de Hervormde Gemeente in Delft. Hij werkte daar ook als dirigent en violist met name tijdens stadsconcerten. Op 28 september 1840 verhuisde hij qua baan naar Zaltbommel, alwaar hij ook koordirigent werd van een mannenkoor (Liedertafel) en een gemengd koor. Hij gaf voorts les op orgel, piano en viool en was leraar van Jacques Hartog. Bij al die werkzaamheden vond hij nog tijd enige composities op papier te zetten.
Zaltbommel vernoemde een straat naar hem: C.A. Leenhoffstraat.

## Familie
Hij was zoon van militair en burgermusicus Abraham/Joseph Leenhoff en Suzanna van Aanholt; zij liet hem op 21 mei 1807 dopen in Het Steiger. Hij huwde Martina Adriana Johanna Ilcken en woonde van 1832 tot 1840 aan de Wijnhaven 20. In dat laatste jaar vertrok de vrouw met de kinderen naar Parijs. Het echtpaar leverde kunstzinnige kinderen op maar dan wel in Frankrijk; 
- Suzanne pianiste, trouwde met schilder Édouard Manet
- Martine Leenhoff en Mathilde Leenhoff, beschilderden porselein; Mathilde werd echtgenote van beeldhouwer Joseph Mezzara; Mezzara was leerling van Ary Scheffer en leraar van Mathildes broer Ferdinand.
- Rudolph Leenhoff, schilder en militair
- Ferdinand Leenhoff, kunstschilder en beeldhouwer